# تيكن كارد تشالنج
تيكن كارد تشالنج (باليابانية: 鉄拳カードチャレンジ) ، هي لعبة فيديو من نوع قتال عن طريق الورق، أنتجها شركة نامكو اليابانية سنة 1999م، وتعمل لنظام واندر سوان الحصرية في اليابان فقط.

## وصلات خارجية
- Tekken Card Challenge for WonderSwan at GameSpot.com
- Tekken Card Challenge Boxart at GameSpot.com